# Menticirrhus nasus
Menticirrhus nasus es una especie de pez de la familia Sciaenidae en el orden de los Perciformes.

## Morfología
• Los machos pueden llegar alcanzar los 50 cm de longitud total.

## Alimentación
Come poliquetos, crustáceos y moluscos.

## Hábitat
Es un pez de mar, de clima tropical y demersal.

## Distribución geográfica
Se encuentra en el Océano Pacífico oriental: desde el Golfo de California hasta el Perú.

## Observaciones
Es inofensivo para los humanos.